# Fleur Ezekiel
Fleur Ezekiel (geboren in Poona) was een Indiaas model, die in 1959 gekroond werd als Miss India World 1959. Ze was een Indiase van Joodse afkomst. Ze was de eerste Miss India die deelnam aan een Miss World-verkiezing. Als model was ze actief tot in de jaren zeventig.